# ام‌اکس‌ام‌تون
مایا اکس. ام. تی. (به انگلیسی: Maia X. M. T.؛ زادهٔ ۹ ژوئیهٔ ۲۰۰۰) که به‌طور حرفه‌ای با نام ام‌اکس‌ام‌تون (به انگلیسی: mxmtoon) شناخته می‌شود خواننده-ترانه‌سرا و یوتیوبر آمریکایی می‌باشد.

## زندگی شخصی
مایا یک زن رنگین‌پوست دوجنس‌گرا از خانواده‌ای تشکیل‌شده از مهاجران می‌باشد که درحال حاضر ساکن بروکلین، نیویورک می‌باشد و در آنجا در خانه‌ای که با برادر کوچکترش در آن زندگی می‌کند ترانه‌هایش را می‌نویسد و ضبط و تولید می‌کند. وی در سال ۲۰۱۹ از دبیرستان فارغ‌التحصیل شد و والدینش در دوران جوانی وی به ترانه‌های آراندبی و هیپ هاپ که شامل ترانه‌هایی از سالت‌ان‌پیپا و ا ترایب کالد کوئست هم میشد، گوش می‌کردند؛ مایا هنوز هم «به‌خاطر احساس‌ نوستالژی» به آن ترانه‌ها گوش می‌کند.